# Лю Цзун'юань
Лю Цзун'юань (柳宗元, 773—819) — китайський письменник та поет часів династії Тан, зараховується до «Восьми літературних майстрів династій Тан і Сун».

## Життєпис
Народився у 773 році у столиці імперії Чан'ань. Отримав домашню освіту. Після призначення у 795 році батька у провінцію Хебей попрямував за ним. З 792 року розпочав кар'єру провінційного чиновника (податківця). Втім у 793 році помирає батько. Тому Лю Цзун'юань вимушений був йти у відставку, взявши 3-річну платню. По поверненню на службу у 796 році отримав посаду секретаря губернатора провінції. У 803 році отримав призначення в столиці імперії. Втім у 805 році виступив проти урядовців нового імператора Шунь-цзуна. Внаслідок цього Лю Цзун'юаня було заслано спочатку до міста Юнчжоу (провінція Хунань), а згодом до Лючжоу (провінція Гуансі). Тут він й помер у 819 році.

## Літературна діяльність
У його доробку понад 600 віршів і прозових творів, поряд з Хань Юєм взяв на себе ініціативу повернення до прози за «давнім стилем», ритмічної прози, притаманної поезії епохи Хань. Основні праці: «Вісім записів в області Юнчжоу», «Збірка Лю Хедуна», «Збірка Лю Цзун'юаня». За  художньою цінністю проза перевершує вірші.